# テンペル第2彗星
テンペル第2彗星（英語: 10P/Tempel）は、1873年7月4日にドイツの天文学者エルンスト・テンペルが発見した太陽系の周期彗星である。2021年3月24日には近日点を通過した。同年11月3日には地球まで1.6au接近すると予測されている。
彗星核の大きさはハレー彗星に並ぶほどの大きさで直径10.6 kmと見積もられている。アルベドは低く、0.022程度である。
2010年に回帰してきたときには見かけの等級が8にも及んだ。これまでで観測に最も適していたのは1925年の回帰で、地球から0.35 auの距離まで近づき、見かけの等級は6.5になった。前回までの近日点通過は以下の通り。
- 1873年6月25日 (151年前)
- 1878年9月7日
- 1883年11月20日 (観測されず)
- 1889年2月2日 (観測されず)
- 1894年4月23日
- 1899年7月29日
- 1904年11月10日
- 1910年2月10日 (観測されず)
- 1915年4月14日
- 1920年6月10日
- 1925年8月7日
- 1930年10月5日
- 1935年12月7日 (観測されず)
- 1941年2月13日 (観測されず)
- 1946年7月2日
- 1951年10月25日
- 1957年2月5日
- 1962年5月12日
- 1967年8月14日
- 1972年11月15日
- 1978年2月20日
- 1983年6月1日
- 1988年9月16日
- 1994年3月16日
- 1999年9月8日
- 2005年2月15日
- 2010年7月4日
- 2015年11月14日
- 2021年3月24日

次の回帰の際の2026年8月3日には、地球に0.41 auの距離まで近づくと計算されている。次回以降の近日点通過は以下の通り。
- 2026年8月3日
- 2031年12月11日
- 2037年4月26日
- 2042年9月14日
- 2048年2月11日
- 2053年9月17日
- 2059年4月26日
- 2064年11月16日
- 2070年4月22日
- 2075年9月17日
- 2081年2月6日
- 2086年6月27日
- 2091年11月14日
- 2097年4月6日
- 2102年8月29日